# Hưng Yên (provincie)
Hung Yen (Hưng Yên, uitspraak: [hɨŋ33 iɜn33]) is een provincie van Vietnam.

## Districten
My Hao, Van Lam, Yên Mỹ, Khoai Chau, Van Giang, An Thi, Kim Dong, Phu Cu en Tien Lu